# Sam Trammell

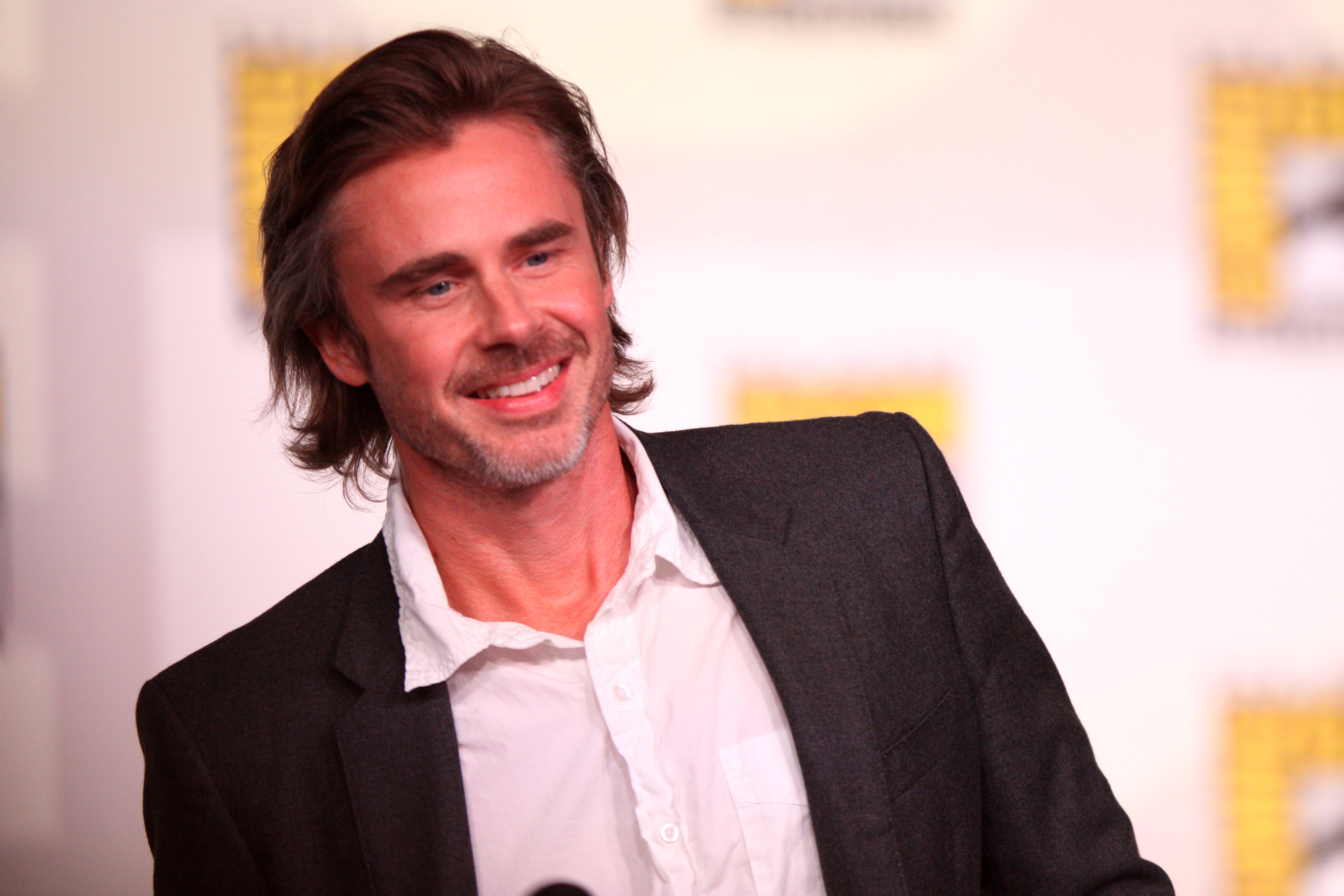
Sam Trammell (2012)

Sam Trammell (* 29. Januar 1969 in New Orleans, Louisiana) ist ein US-amerikanischer Schauspieler.

## Leben
Trammell wurde in New Orleans, Louisiana geboren, wuchs in Charleston, West Virginia auf und machte seinen Abschluss an der dortigen George Washington High School. Danach studierte er an der Brown University und der Universität von Paris und wirkte er in verschiedenen Theaterproduktionen mit.
Seine erste Filmrolle hatte Trammell 1996 in Die Glut der Gewalt. Es folgten weitere kleine Filmrollen und zahlreiche Gastauftritte in Numbers – Die Logik des Verbrechens, Dr. House, Bones – Die Knochenjägerin, CSI: New York, Dexter und Cold Case – Kein Opfer ist je vergessen.
Einer breiteren Öffentlichkeit wurde er 2007 durch eine Nebenrolle in dem Film Aliens vs. Predator 2 bekannt. Von 2008 bis 2014 spielte er eine Hauptrolle in Alan Balls Fernsehserie True Blood.
Seit 2003 ist er mit der Schauspielerin Missy Yager liiert. Im August 2011 wurden sie Eltern von Zwillingen.

## Filmografie (Auswahl)

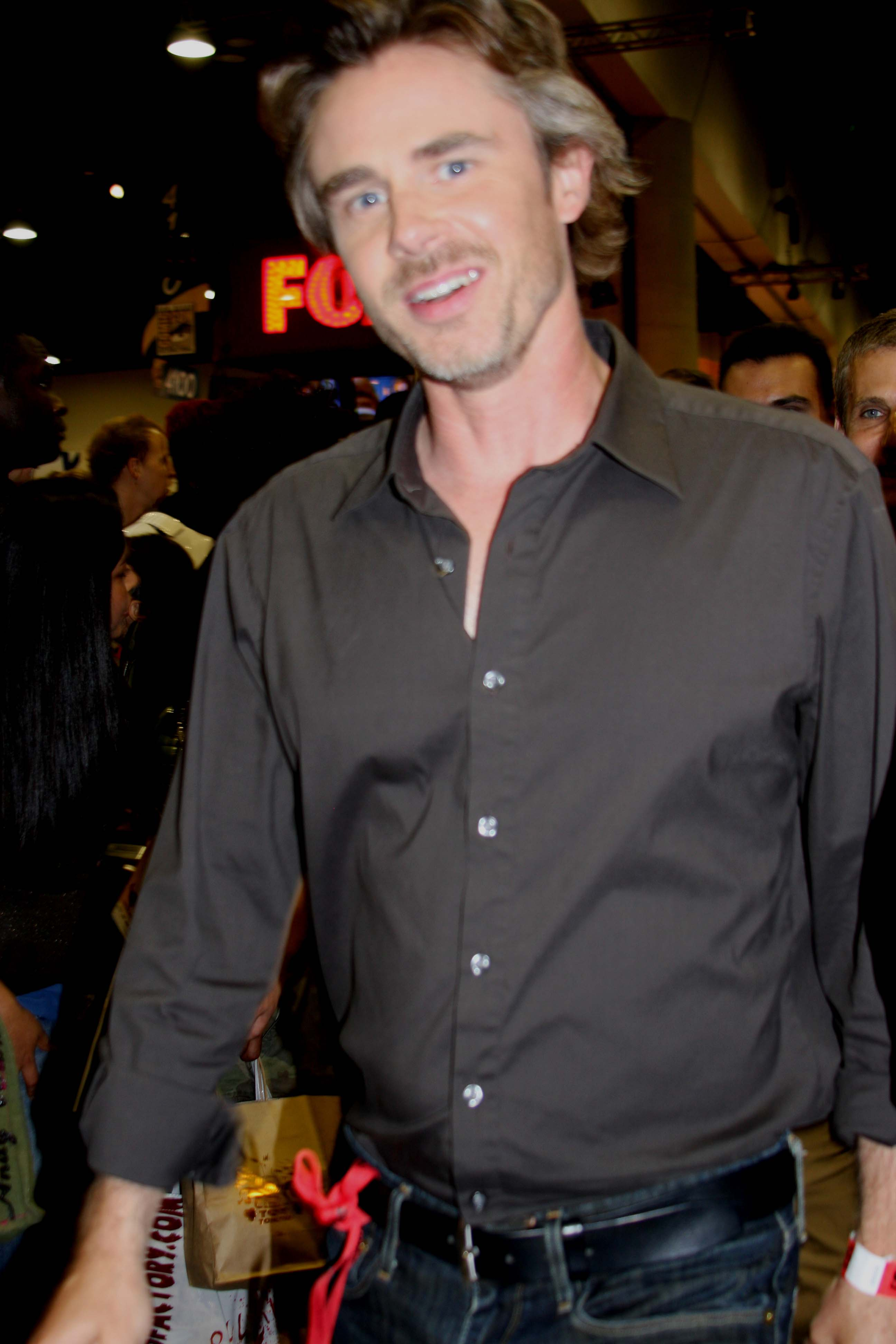
Sam Trammell (2009)

- 1996: Die Glut der Gewalt (Harvest of Fire, Fernsehfilm)
- 1996: Abschied von der Kindheit (Childhood’s End)
- 2000: Es begann im September (Autumn in New York)
- 2004: Dr. House (House, Fernsehserie, Episode 1x04)
- 2004: Anonymous Rex
- 2005: Bones – Die Knochenjägerin (Bones, Fernsehserie, Episode 1x01)
- 2006: Dexter (Fernsehserie, Episode 1x02)
- 2007: Cold Case – Kein Opfer ist je vergessen (Cold Case, Fernsehserie, Episode 4x15)
- 2007: Aliens vs. Predator 2 (Aliens vs. Predator: Requiem)
- 2007: Göttlicher Zufall (What If God Were the Sun?)
- 2008–2014: True Blood (Fernsehserie, 81 Folgen)
- 2008: Miracle of Phil
- 2009: Criminal Intent – Verbrechen im Visier (Criminal Intent, Fernsehserie, Episode 8x03)
- 2010: Children of the Spider
- 2011: Hot Dudes with Kittens
- 2012: Guns and Girls (Guns, Girls and Gambling)
- 2013: Crazy Kind of Love
- 2014: Das Schicksal ist ein mieser Verräter (The Fault in Our Stars)
- 2015: Alle Farben des Lebens (About Ray)
- 2016: Imperium
- 2016: Rage – Tage der Vergeltung (I Am Wrath)
- 2017: Say You Will
- 2019: Breakthrough – Zurück ins Leben
- 2019: I See You
- 2019: The Order (Fernsehserie, 5 Folgen)
- 2020: Homeland (Fernsehserie, 10 Folgen)
- 2022: The Tiger Rising

## Theater
- 1995: The Rose Tattoo
- 1998: Ah, Wilderness!

## Auszeichnungen
- 1998: Nominierung für den Tony Award in der Kategorie Bester Nebendarsteller für Ah, Wilderness!
- 2009: Satellite Award als Teil der Besetzung von True Blood in der Kategorie Bestes Ensemble einer Fernsehserie
- 2010: Nominierung für den Screen Actors Guild Award als Teil der Besetzung von True Blood in der Kategorie Bestes Ensemble einer Dramaserie